# SV Walking Boyz Company

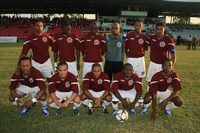
Selectie 2009

Walking Boyz Company is een Surinaamse voetbalclub uit Paramaribo. Walking Boyz Company speelt in het André Kamperveenstadion.

## Erelijst
- SVB-hoofdklasse: 3

2004, 2006, 2009
- Beker van Suriname: 2x

2009, 2013
- Suriname President's Cup: 3

2004, 2006, 2009

## Prestatie in CONCACAF-competitie
- CFU Club Championship (3 gedaantes)

2004 eerste ronde
2010 tweede ronde
2011